# Jūgi Hisama
Jūgi Hisama (jap. 久間 十義, Hisama Jūgi; * 27. November 1953 in Niikappu, Präfektur Hokkaidō) ist ein japanischer Schriftsteller.

## Leben
Hisama besuchte die Oberschule Sapporo-Süd in Hokkaidō. Dann studierte er französische Literatur an der Waseda-Universität. 1987 gab er mit „Money Game“ (マネーゲーム, Manē gēmu) sein Debüt, für das er mit dem Bungeishō ausgezeichnet wurde. Thematisch befasst sich Hisama darin mit dem „Toyota-Shōji-Skandal“ (豊田商事事件, Toyota shōji jiken). Bei diesem Skandal wurden über 2000 meist ältere Menschen um mehr als 20 Mrd. Yen betrogen. Der Firmenchef Kazuo Nagano wurde nach Bekanntwerden des Skandals auf spektakuläre Weise unter den Augen von 40 anwesenden Reportern von zwei Angreifern in seinem Haus erdolcht.
Hisama gilt als „postmoderner“ Autor der Gegenwartsliteratur. Abgesehen davon, dass diese Form der Gegenwartsliteratur ihre Wurzeln in den 1980er-Jahren hat, ist allerdings bisher kaum geklärt, was genau postmodern im Falle der japanischen Literatur bedeutet.

## Preise und Auszeichnungen
- 1989 Yamamoto-Shūgorō-Preis für Sei-Maria rapusodi (聖マリア・らぷそでぃ, „Heilige-Maria-Rhapsodie“)
- 1990 Mishima-Preis für Sekimatsu Geigeiki (世紀末鯨鯢記)